# Pezuela de las Torres
Pezuela de las Torres – miejscowość w Hiszpanii we wspólnocie autonomicznej Madryt, leży 50 km na wschód od Madrytu i 20 km od siedziby comarki Alcalá de Henares.